# يونيس كاباييرو
يونيس كاباييرو هي لاعبة رماية كوبية، ولدت في 1973.

## وصلات خارجية
- يونيس كاباييرو على موقع أوليمبيديا (الإنجليزية)